# Elecciones provinciales de Argentina de 2001
Las elecciones provinciales de Argentina de 2001 tuvieron lugar en 7 fechas entre el 25 de marzo de 2001 y el 4 de noviembre, en 13 de los 24 distritos del país. Los comicios tenían como objetivo renovar la mitad de las legislaturas provinciales, elegir gobernador en Corrientes y elegir vicegobernador en el Chaco. En La Rioja y Córdoba también se eligieron convencionales para reformar la constituciones provinciales. Se realizaron en simultáneo con las elecciones legislativas de medio término a nivel nacional, excepto en las provincias de Formosa y Chaco.
La cantidad de cargos a renovar varió por provincia. Algunas contaban con legislativos bicamerales, por lo que se debía elegir diputados y senadores provinciales, y otros con legislaturas unicamerales. Ciudad de Buenos Aires, Chubut, Entre Ríos, La Pampa, Neuquén, Río Negro, San Juan, Santa Cruz, Santa Fe, Tierra del Fuego y Tucumán no renovaron ninguna institución provincial.

## Cronograma
| Distrito                 | Fecha                    | Gobernador      | Partido     | Partido              | Vicegobernador           | Partido    | Partido               | Alianza nacional | Alianza nacional | Diputados | Senadores | Consulta popular | Convencionales |
| ------------------------ | ------------------------ | --------------- | ----------- | -------------------- | ------------------------ | ---------- | --------------------- | ---------------- | ---------------- | --------- | --------- | ---------------- | -------------- |
| Buenos Aires             | 14 de octubre de 2001    | No elige        | 46          | 23                   | No elige                 | No elige   |                       |                  |                  |           |           |                  |                |
| Catamarca                | 25 de marzo de 2001      | No elige        | 21          | 8                    | No elige                 | No elige   |                       |                  |                  |           |           |                  |                |
| Catamarca                | 14 de octubre de 2001    | No elige        | No elige    | No elige             | Sí                       | No elige   |                       |                  |                  |           |           |                  |                |
| Chaco                    | 26 de agosto de 2001     | No elige        | Roy Nikisch |                      | Unión Cívica Radical     |            | Alianza               | 16               | No elige         | No elige  | No elige  |                  |                |
| Córdoba                  | 22 de julio de 2001      | No elige        | No elige    | No elige             | Sí                       | No elige   |                       |                  |                  |           |           |                  |                |
| Córdoba                  | 2 de septiembre de 2001  | No elige        | No elige    | No elige             | No elige                 | 133        |                       |                  |                  |           |           |                  |                |
| Córdoba                  | 14 de octubre de 2001    | No elige        | 70          | No elige             | No elige                 | No elige   |                       |                  |                  |           |           |                  |                |
| Corrientes (Ver detalle) | 14 de octubre de 2001    | 1.ª vuelta      | 1.ª vuelta  | 1.ª vuelta           | 1.ª vuelta               | 1.ª vuelta | 1.ª vuelta            | 1.ª vuelta       | 1.ª vuelta       | 26        | 13        | No elige         | No elige       |
| Corrientes (Ver detalle) | 4 de noviembre de 2001   | Ricardo Colombi |             | Unión Cívica Radical | Eduardo Leonel Galantini |            | Partido Justicialista |                  | Alianza          | No elige  | No elige  | No elige         | No elige       |
| Formosa                  | 30 de septiembre de 2001 | No elige        | 15          | No elige             | No elige                 | No elige   |                       |                  |                  |           |           |                  |                |
| Jujuy                    | 14 de octubre de 2001    | No elige        | 24          | No elige             | No elige                 | No elige   |                       |                  |                  |           |           |                  |                |
| La Rioja                 | 14 de octubre de 2001    | No elige        | 14          | No elige             | No elige                 | 30         |                       |                  |                  |           |           |                  |                |
| Mendoza                  | 14 de octubre de 2001    | No elige        | 24          | 19                   | Sí                       | No elige   |                       |                  |                  |           |           |                  |                |
| Misiones                 | 14 de octubre de 2001    | No elige        | 20          | No elige             | Sí                       | No elige   |                       |                  |                  |           |           |                  |                |
| Salta                    | 14 de octubre de 2001    | No elige        | 30          | 13                   | No elige                 | No elige   |                       |                  |                  |           |           |                  |                |
| San Luis                 | 14 de octubre de 2001    | No elige        | 22          | 4                    | No elige                 | No elige   |                       |                  |                  |           |           |                  |                |
| Santiago del Estero      | 14 de octubre de 2001    | No elige        | 22          | No elige             | No elige                 | No elige   |                       |                  |                  |           |           |                  |                |

## Buenos Aires

Secciones electorales de Buenos Aires:
1º Sección
2º Sección
3º Sección
4º Sección
5º Sección
6º Sección
7º Sección
8º Sección/Capital

| Sección Electoral | Cámara de Diputados | Cámara de Diputados | Senado    | Senado    |
| Sección Electoral | Diputados           | A renovar           | Senadores | A renovar |
| ----------------- | ------------------- | ------------------- | --------- | --------- |
| 1                 | 15                  | —                   | 8         | 8         |
| 2                 | 11                  | 11                  | 5         | —         |
| 3                 | 18                  | 18                  | 9         | —         |
| 4                 | 14                  | —                   | 7         | 7         |
| 5                 | 11                  | —                   | 5         | 5         |
| 6                 | 11                  | 11                  | 6         | —         |
| 7                 | 6                   | —                   | 3         | 3         |
| 8 - Capital       | 6                   | 6                   | 3         | —         |
| Total             | 92                  | 46                  | 46        | 23        |

### Cámara de Diputados
|  | 38,59 % |

|  | 4,66 % |

|  | 1,07 % |

|  | 0,31 % |

|  | 44,63 % |

|  | 14,02 % |

|  | 8,58 % |

|  | 8,53 % |

|  | 5,24 % |

|  | 3,28 % |

|  | 3,26 % |

|  | 2,60 % |

|  | 2,15 % |

|  | 1,41 % |

|  | 1,29 % |

|  | 1,19 % |

|  | 0,89 % |

|  | 0,83 % |

|  | 0,61 % |

|  | 0,48 % |

|  | 0,47 % |

|  | 0,44 % |

|  | 0,12 % |

|  | 76,46 % |

|  | 10,07 % |

|  | 13,47 % |

|  | 78,08 % |

|  | 100 % |

#### Resultados por secciones electorales
|  | 35,34 % |

|  | 5,01 % |

|  | 0,33 % |

|  | 0,11 % |

|  | 40,79 % |

|  | 21,37 % |

|  | 12,51 % |

|  | 6,62 % |

|  | 3,59 % |

|  | 3,29 % |

|  | 3,07 % |

|  | 1,90 % |

|  | 1,74 % |

|  | 1,45 % |

|  | 0,93 % |

|  | 0,91 % |

|  | 0,81 % |

|  | 0,74 % |

|  | 0,27 % |

|  | 75,41 % |

|  | 11,10 % |

|  | 13,49 % |

|  | 78,71 % |

|  | 100 % |

|  | 41,42 % |

|  | 4,71 % |

|  | 1,18 % |

|  | 0,30 % |

|  | 47,62 % |

|  | 11,51 % |

|  | 8,71 % |

|  | 7,54 % |

|  | 6,05 % |

|  | 3,57 % |

|  | 3,30 % |

|  | 2,93 % |

|  | 1,66 % |

|  | 1,27 % |

|  | 1,24 % |

|  | 1,23 % |

|  | 1,01 % |

|  | 0,97 % |

|  | 0,53 % |

|  | 0,46 % |

|  | 0,40 % |

|  | 78,16 % |

|  | 9,63 % |

|  | 12,21 % |

|  | 78,48 % |

|  | 100 % |

|  | 27,57 % |

|  | 3,78 % |

|  | 1,09 % |

|  | 0,41 % |

|  | 32,85 % |

|  | 24,81 % |

|  | 9,95 % |

|  | 8,56 % |

|  | 7,60 % |

|  | 2,90 % |

|  | 2,47 % |

|  | 2,31 % |

|  | 1,77 % |

|  | 1,70 % |

|  | 1,20 % |

|  | 0,97 % |

|  | 0,87 % |

|  | 0,75 % |

|  | 0,74 % |

|  | 2,08 % |

|  | 0,26 % |

|  | 69,71 % |

|  | 12,66 % |

|  | 17,63 % |

|  | 76,18 % |

|  | 100 % |

|  | 31,84 % |

|  | 4,88 % |

|  | 0,92 % |

|  | 0,54 % |

|  | 38,18 % |

|  | 13,40 % |

|  | 12,01 % |

|  | 8,16 % |

|  | 5,73 % |

|  | 4,31 % |

|  | 3,38 % |

|  | 2,94 % |

|  | 2,32 % |

|  | 2,23 % |

|  | 2,10 % |

|  | 1,50 % |

|  | 1,38 % |

|  | 0,65 % |

|  | 0,60 % |

|  | 0,57 % |

|  | 0,54 % |

|  | 72,81 % |

|  | 9,05 % |

|  | 18,14 % |

|  | 76,69 % |

|  | 100 % |

### Senado
|  | 34,45 % |

|  | 4,64 % |

|  | 0,93 % |

|  | 0,34 % |

|  | 40,36 % |

|  | 17,01 % |

|  | 8,72 % |

|  | 7,02 % |

|  | 7,01 % |

|  | 5,21 % |

|  | 3,22 % |

|  | 2,66 % |

|  | 2,09 % |

|  | 1,90 % |

|  | 1,20 % |

|  | 0,97 % |

|  | 0,80 % |

|  | 0,78 % |

|  | 0,35 % |

|  | 0,35 % |

|  | 0,35 % |

|  | 72,56 % |

|  | 13,11 % |

|  | 14,34 % |

|  | 76,72 % |

|  | 100 % |

#### Resultados por secciones electorales
|  | 34,98 % |

|  | 4,65 % |

|  | 0,95 % |

|  | 0,34 % |

|  | 40,92 % |

|  | 12,93 % |

|  | 9,14 % |

|  | 7,77 % |

|  | 6,86 % |

|  | 6,09 % |

|  | 3,61 % |

|  | 2,98 % |

|  | 2,23 % |

|  | 2,18 % |

|  | 1,35 % |

|  | 1,20 % |

|  | 0,76 % |

|  | 0,75 % |

|  | 0,46 % |

|  | 0,39 % |

|  | 0,39 % |

|  | 75,15 % |

|  | 11,47 % |

|  | 13,38 % |

|  | 77,59 % |

|  | 100 % |

|  | 36,09 % |

|  | 3,79 % |

|  | 0,83 % |

|  | 0,26 % |

|  | 40,97 % |

|  | 26,40 % |

|  | 13,33 % |

|  | 6,69 % |

|  | 2,60 % |

|  | 2,40 % |

|  | 1,96 % |

|  | 1,43 % |

|  | 1,28 % |

|  | 1,20 % |

|  | 0,54 % |

|  | 0,52 % |

|  | 0,52 % |

|  | 0,18 % |

|  | 70,73 % |

|  | 13,55 % |

|  | 15,71 % |

|  | 76,96 % |

|  | 100 % |

|  | 31,37 % |

|  | 4,96 % |

|  | 1,01 % |

|  | 0,34 % |

|  | 37,68 % |

|  | 24,74 % |

|  | 10,98 % |

|  | 7,19 % |

|  | 3,49 % |

|  | 2,98 % |

|  | 2,32 % |

|  | 2,29 % |

|  | 2,01 % |

|  | 1,70 % |

|  | 1,24 % |

|  | 1,13 % |

|  | 0,81 % |

|  | 0,73 % |

|  | 0,48 % |

|  | 0,18 % |

|  | 0,04 % |

|  | 65,46 % |

|  | 18,21 % |

|  | 16,33 % |

|  | 73,55 % |

|  | 100 % |

|  | 34,47 % |

|  | 5,04 % |

|  | 0,44 % |

|  | 0,34 % |

|  | 40,28 % |

|  | 33,78 % |

|  | 9,35 % |

|  | 5,90 % |

|  | 3,39 % |

|  | 2,40 % |

|  | 1,75 % |

|  | 1,52 % |

|  | 1,04 % |

|  | 0,53 % |

|  | 0,04 % |

|  | 66,70 % |

|  | 15,76 % |

|  | 17,54 % |

|  | 76,81 % |

|  | 100 % |

## Catamarca

### Cámara de Diputados
| ← 1999 · Cámara de Diputados · 2003 → | ← 1999 · Cámara de Diputados · 2003 → | ← 1999 · Cámara de Diputados · 2003 → |
| Partido/Alianza                       | Partido/Alianza                       | Diputados                             |
| ------------------------------------- | ------------------------------------- | ------------------------------------- |
|                                       | Frente Cívico y Social                | 11/21                                 |
|                                       | Frente Unidos por Catamarca           | 8/21                                  |
|                                       | Frente de la Gente                    | 1/21                                  |
|                                       | Independencia Federal                 | 1/21                                  |
|                                       | Acción por la República               | 0/21                                  |
|                                       | Movimiento Popular Catamarqueño       | 0/21                                  |
|                                       | Frente de los Jubilados               | 0/21                                  |
|                                       | Izquierda Unida                       | 0/21                                  |
|                                       | Partido Obrero                        | 0/21                                  |
|                                       | Partido Humanista                     | 0/21                                  |

### Cámara de Senadores
| Departamento             | Senadores | A renovar |
| ------------------------ | --------- | --------- |
| Ambato                   | 1         | —         |
| Ancasti                  | 1         | 1         |
| Andalgalá                | 1         | —         |
| Antofagasta de la Sierra | 1         | 1         |
| Belén                    | 1         | —         |
| Capayán                  | 1         | 1         |
| Capital                  | 1         | —         |
| El Alto                  | 1         | 1         |
| Fray Mamerto Esquiú      | 1         | —         |
| La Paz                   | 1         | 1         |
| Paclín                   | 1         | 1         |
| Pomán                    | 1         | —         |
| Santa María              | 1         | 1         |
| Santa Rosa               | 1         | —         |
| Tinogasta                | 1         | 1         |
| Valle Viejo              | 1         | —         |
| Total                    | 16        | 8         |

| ← 1999 · Cámara de Senadores · 2003 → | ← 1999 · Cámara de Senadores · 2003 → | ← 1999 · Cámara de Senadores · 2003 → |
| Partido/Alianza                       | Partido/Alianza                       | Senadores                             |
| ------------------------------------- | ------------------------------------- | ------------------------------------- |
|                                       | Frente Cívico y Social                | 8/8                                   |

| Resultados por Departamentos       | Resultados por Departamentos | Resultados por Departamentos | Resultados por Departamentos |
| Departamento                       | Partido/Alianza              | Partido/Alianza              | Senadores                    |
| ---------------------------------- | ---------------------------- | ---------------------------- | ---------------------------- |
| Ancasti 1 Senador                  |                              | Frente Cívico y Social       | 1/1                          |
| Antofagasta de la Sierra 1 Senador |                              | Frente Cívico y Social       | 1/1                          |
| Capayán 1 Senador                  |                              | Frente Cívico y Social       | 1/1                          |
| El Alto 1 Senador                  |                              | Frente Cívico y Social       | 1/1                          |
| La Paz 1 Senador                   |                              | Frente Cívico y Social       | 1/1                          |
| Paclín 1 Senador                   |                              | Frente Cívico y Social       | 1/1                          |
| Santa María 1 Senador              |                              | Frente Cívico y Social       | 1/1                          |
| Tinogasta 1 Senador                |                              | Frente Cívico y Social       | 1/1                          |

### Consulta Popular
Consulta popular no vinculante sobre reducir de 41 a 21 el número de miembros de la Cámara de Diputados y limitar a un solo período consecutivo la posibilidad de reelección del gobernador y vicegobernador. A pesar de tener una abrumadora aprobación la reforma no se llevó a cabo ya que no fue aprobada por la Cámara de Diputados.
|  | 94,28 % |

|  | 5,72 % |

|  | 47,05 % |

|  | 52,76 % |

|  | 0,19 % |

|  | 77,72 % |

|  | 100 % |

## Chaco

### Cámara de Diputados
|  | 53,07 % |

|  | 36,75 % |

|  | 3,68 % |

|  | 2,66 % |

|  | 1,97 % |

|  | 1,87 % |

|  | 92,89 % |

|  | 4,38 % |

|  | 2,73 % |

|  | 70,44 % |

|  | 100 % |

### Vicegobernador
|  | 57,23 % |

|  | 39,87 % |

|  | 2,90 % |

|  | 88,71 % |

|  | 8,01 % |

|  | 3,28 % |

|  | 70,44 % |

|  | 100 % |

## Córdoba

### Consulta Popular
Consulta popular no vinculante para modificar la forma de elección de los diputados provinciales y la eliminación del senado provincial. Las modificaciones se aprobaron y se aplican desde 2003.
|  | 79,41 % |

|  | 20,59 % |

|  | 88,10 % |

|  | 5,96 % |

|  | 5,94 % |

|  | 69,09 % |

|  | 100 % |

### Convención Constituyente
|  | 31,95 % |

|  | 7,65 % |

|  | 4,65 % |

|  | 2,98 % |

|  | 2,79 % |

|  | 2,24 % |

|  | 1,72 % |

|  | 1,24 % |

|  | 55,22 % |

|  | 28,08 % |

|  | 6,70 % |

|  | 3,85 % |

|  | 3,19 % |

|  | 2,96 % |

|  | 83,30 % |

|  | 8,49 % |

|  | 8,22 % |

|  | 70,51 % |

|  | 100 % |

### Legislatura
|  | 26,50 % |

|  | 26,47 % |

|  | 7,04 % |

|  | 7,03 % |

|  | 2,66 % |

|  | 2,68 % |

|  | 2,32 % |

|  | 2,34 % |

|  | 2,18 % |

|  | 2,19 % |

|  | 1,24 % |

|  | 1,23 % |

|  | 1,23 % |

|  | 1,25 % |

|  | 1,06 % |

|  | 1,04 % |

|  | 0,57 % |

|  | 0,58 % |

|  | 44,82 % |

|  | 44,80 % |

|  | 24,47 % |

|  | 25,25 % |

|  | 3,59 % |

|  | 3,65 % |

|  | 28,06 % |

|  | 28,90 % |

|  | 4,29 % |

|  | 4,14 % |

|  | 4,00 % |

|  | 3,89 % |

|  | 8,29 % |

|  | 8,03 % |

|  | 7,12 % |

|  | 7,24 % |

|  | 5,55 % |

|  | 5,49 % |

|  | 2,13 % |

|  | 2,05 % |

|  | 1,31 % |

|  | 1,37 % |

|  | 1,12 % |

|  | 0,98 % |

|  | 1,09 % |

|  | 0,74 % |

|  | 0,53 % |

|  | 0,40 % |

|  | 79,95 % |

|  | 79,67 % |

|  | 9,93 % |

|  | 10,21 % |

|  | 10,13 % |

|  | 10,11 % |

|  | 76,06 % |

|  | 76,07 % |

|  | 100 % |

|  | 100 % |

## Formosa
|  | 43,43 % |

|  | 53,04 % |

|  | 18,43 % |

|  | 6,04 % |

|  | 5,44 % |

|  | 3,96 % |

|  | 3,73 % |

|  | 3,09 % |

|  | 1,42 % |

|  | 1,34 % |

|  | 1,18 % |

|  | 1,06 % |

|  | 0,84 % |

|  | 0,79 % |

|  | 0,75 % |

|  | 0,73 % |

|  | 0,69 % |

|  | 0,66 % |

|  | 0,66 % |

|  | 0,65 % |

|  | 0,64 % |

|  | 0,54 % |

|  | 0,53 % |

|  | 0,51 % |

|  | 0,49 % |

|  | 0,47 % |

|  | 0,43 % |

|  | 0,37 % |

|  | 0,35 % |

|  | 0,29 % |

|  | 0,28 % |

|  | 0,10 % |

|  | 0,08 % |

|  | 0,02 % |

|  | 0,00 % |

|  | 18,81 % |

|  | 40,20 % |

|  | 9,26 % |

|  | 9,23 % |

|  | 8,71 % |

|  | 8,68 % |

|  | 8,36 % |

|  | 7,75 % |

|  | 4,09 % |

|  | 2,87 % |

|  | 2,72 % |

|  | 2,57 % |

|  | 2,27 % |

|  | 2,08 % |

|  | 1,41 % |

|  | 1,19 % |

|  | 1,16 % |

|  | 1,05 % |

|  | 1,02 % |

|  | 0,94 % |

|  | 0,88 % |

|  | 0,81 % |

|  | 0,77 % |

|  | 0,74 % |

|  | 0,73 % |

|  | 0,52 % |

|  | 0,50 % |

|  | 0,46 % |

|  | 0,42 % |

|  | 0,00 % |

|  | 0,00 % |

|  | 0,00 % |

|  | 0,00 % |

|  | 0,00 % |

|  | 75,00 % |

|  | 4,35 % |

|  | 25,00 % |

|  | 1,00 % |

|  | 0,42 % |

|  | 100 % |

|  | 0,41 % |

|  | 0,00 % |

|  | 0,36 % |

|  | 55,00 % |

|  | 0,35 % |

|  | 45,00 % |

|  | 86,74 % |

|  | 8,89 % |

|  | 4,37 % |

|  | 68,96 % |

|  | 100 % |

## Jujuy
|  | 38,63 % |

|  | 29,60 % |

|  | 7,95 % |

|  | 7,44 % |

|  | 5,59 % |

|  | 3,91 % |

|  | 2,92 % |

|  | 2,61 % |

|  | 1,34 % |

|  | 74,39 % |

|  | 13,78 % |

|  | 11,83 % |

|  | 73,55 % |

|  | 100 % |

## La Rioja

### Legislatura
| Departamento           | Diputados | A renovar |
| ---------------------- | --------- | --------- |
| Ángel V. Peñaloza      | 1         | —         |
| Arauco                 | 2         | 1         |
| Belgrano               | 1         | —         |
| Capital                | 7         | 3         |
| Castro Barros          | 1         | 1         |
| Chamical               | 2         | 1         |
| Chilecito              | 3         | 1         |
| Facundo Quiroga        | 1         | 1         |
| Famatina               | 1         | 1         |
| Felipe Varela          | 2         | 1         |
| Independencia          | 1         | —         |
| Lamadrid               | 1         | —         |
| Ocampo                 | 1         | —         |
| Rosario Vera Peñaloza  | 2         | 2         |
| San Blas de los Sauces | 1         | —         |
| San Martín             | 1         | —         |
| Sanagasta              | 1         | 1         |
| Vinchina               | 1         | 1         |
| Total                  | 30        | 14        |

|  | 60,27 % |

|  | 22,85 % |

|  | 12,45 % |

|  | 3,87 % |

|  | 0,56 % |

|  | 85,65 % |

|  | 9,96 % |

|  | 4,39 % |

|  | 80,13 % |

|  | 100 % |

### Resultados por departamentos
|  | 54,35 % |

|  | 57,09 % |

|  | 37,17 % |

|  | 8,48 % |

|  | 78,00 % |

|  | 22,01 % |

|  | 22,00 % |

|  | 40,11 % |

|  | 20,90 % |

|  | 17,79 % |

|  | 11,81 % |

|  | 11,43 % |

|  | 10,74 % |

|  | 7,75 % |

|  | 0,38 % |

|  | 93,58 % |

|  | 3,93 % |

|  | 2,49 % |

|  | 79,64 % |

|  | 100 % |

|  | 21,12 % |

|  | 59,48 % |

|  | 18,38 % |

|  | 16,17 % |

|  | 8,08 % |

|  | 5,83 % |

|  | 4,87 % |

|  | 4,52 % |

|  | 4,45 % |

|  | 4,19 % |

|  | 3,75 % |

|  | 3,34 % |

|  | 3,00 % |

|  | 2,30 % |

|  | 23,92 % |

|  | 23,14 % |

|  | 21,88 % |

|  | 19,73 % |

|  | 19,33 % |

|  | 15,15 % |

|  | 43,48 % |

|  | 9,42 % |

|  | 40,41 % |

|  | 16,11 % |

|  | 7,32 % |

|  | 0,95 % |

|  | 82,41 % |

|  | 11,88 % |

|  | 5,71 % |

|  | 79,64 % |

|  | 100 % |

|  | 52,70 % |

|  | 74,20 % |

|  | 47,30 % |

|  | 52,81 % |

|  | 16,55 % |

|  | 22,96 % |

|  | 12,76 % |

|  | 11,48 % |

|  | 43,16 % |

|  | 8,02 % |

|  | 30,53 % |

|  | 26,32 % |

|  | 1,22 % |

|  | 97,29 % |

|  | 2,42 % |

|  | 0,29 % |

|  | 88,03 % |

|  | 100 % |

|  | 47,90 % |

|  | 45,72 % |

|  | 31,07 % |

|  | 11,25 % |

|  | 9,77 % |

|  | 37,46 % |

|  | 34,99 % |

|  | 24,96 % |

|  | 19,29 % |

|  | 18,57 % |

|  | 59,62 % |

|  | 19,29 % |

|  | 40,38 % |

|  | 89,45 % |

|  | 7,61 % |

|  | 2,94 % |

|  | 80,67 % |

|  | 100 % |

|  | 37,97 % |

|  | 54,93 % |

|  | 25,42 % |

|  | 20,22 % |

|  | 7,46 % |

|  | 3,38 % |

|  | 3,22 % |

|  | 2,32 % |

|  | 33,34 % |

|  | 31,87 % |

|  | 31,16 % |

|  | 25,88 % |

|  | 9,62 % |

|  | 44,13 % |

|  | 12,79 % |

|  | 39,48 % |

|  | 16,38 % |

|  | 0,49 % |

|  | 82,28 % |

|  | 12,61 % |

|  | 5,11 % |

|  | 79,07 % |

|  | 100 % |

|  | 52,75 % |

|  | 48,39 % |

|  | 38,47 % |

|  | 27,02 % |

|  | 24,58 % |

|  | 8,78 % |

|  | 93,17 % |

|  | 6,39 % |

|  | 0,44 % |

|  | 84,76 % |

|  | 100 % |

|  | 61,74 % |

|  | 77,63 % |

|  | 38,26 % |

|  | 54,47 % |

|  | 17,29 % |

|  | 29,42 % |

|  | 16,11 % |

|  | 52,38 % |

|  | 5,09 % |

|  | 47,62 % |

|  | 93,38 % |

|  | 4,92 % |

|  | 1,70 % |

|  | 81,88 % |

|  | 100 % |

|  | 53,37 % |

|  | 62,45 % |

|  | 46,63 % |

|  | 78,01 % |

|  | 24,76 % |

|  | 21,99 % |

|  | 32,22 % |

|  | 12,79 % |

|  | 29,15 % |

|  | 20,41 % |

|  | 18,22 % |

|  | 95,39 % |

|  | 4,04 % |

|  | 0,57 % |

|  | 84,63 % |

|  | 100 % |

|  | 60,97 % |

|  | 76,44 % |

|  | 39,03 % |

|  | 65,20 % |

|  | 14,01 % |

|  | 34,80 % |

|  | 63,77 % |

|  | 9,55 % |

|  | 36,23 % |

|  | 94,08 % |

|  | 4,64 % |

|  | 1,28 % |

|  | 78,64 % |

|  | 100 % |

|  | 50,75 % |

|  | 89,21 % |

|  | 49,25 % |

|  | 58,88 % |

|  | 7,55 % |

|  | 41,12 % |

|  | 3,24 % |

|  | 95,42 % |

|  | 4,17 % |

|  | 0,40 % |

|  | 89,04 % |

|  | 100 % |

|  | 60,70 % |

|  | 80,37 % |

|  | 39,30 % |

|  | 42,33 % |

|  | 13,59 % |

|  | 30,69 % |

|  | 26,98 % |

|  | 6,09 % |

|  | 94,77 % |

|  | 4,55 % |

|  | 0,68 % |

|  | 78,35 % |

|  | 100 % |

### Convención Constituyente
|  | 56,85 % |

|  | 25,00 % |

|  | 13,13 % |

|  | 4,15 % |

|  | 0,87 % |

|  | 79,50 % |

|  | 16,23 % |

|  | 4,27 % |

|  | 76,73 % |

|  | 100 % |

## Mendoza

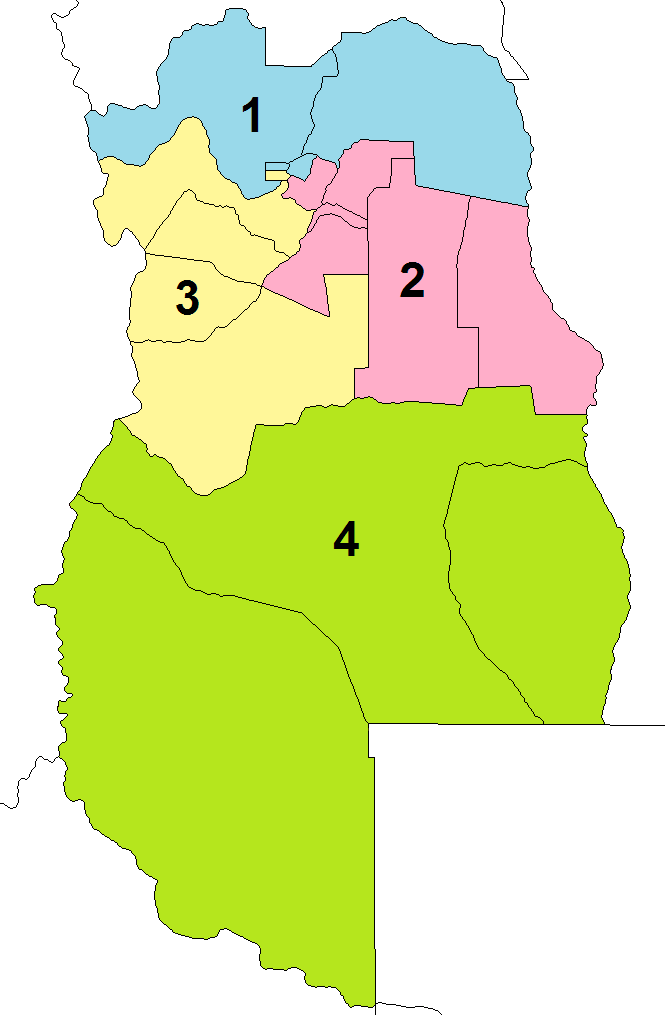
Secciones electorales de Mendoza:
1ª Sección
2ª Sección
3ª Sección
4.ª Sección

| Sección Electoral | Cámara de Diputados | Cámara de Diputados | Cámara de Senadores | Cámara de Senadores |
| Sección Electoral | Diputados           | A renovar           | Senadores           | A renovar           |
| ----------------- | ------------------- | ------------------- | ------------------- | ------------------- |
| 1                 | 16                  | 8                   | 12                  | 6                   |
| 2                 | 12                  | 6                   | 10                  | 5                   |
| 3                 | 10                  | 5                   | 8                   | 4                   |
| 4                 | 10                  | 5                   | 8                   | 4                   |
| Total             | 48                  | 24                  | 38                  | 19                  |

### Cámara de Diputados
|  | 28,21 % |

|  | 20,51 % |

|  | 20,28 % |

|  | 11,58 % |

|  | 7,24 % |

|  | 3,93 % |

|  | 2,91 % |

|  | 2,89 % |

|  | 2,46 % |

|  | 77,66 % |

|  | 10,41 % |

|  | 11,92 % |

|  | 77,16 % |

|  | 100 % |

#### Resultados por sección electoral
|  | 33,76 % |

|  | 14,90 % |

|  | 14,48 % |

|  | 13,54 % |

|  | 6,56 % |

|  | 3,32 % |

|  | 3,30 % |

|  | 3,10 % |

|  | 2,68 % |

|  | 79,28 % |

|  | 10,02 % |

|  | 11,69 % |

|  | 74,34 % |

|  | 100 % |

|  | 28,24 % |

|  | 25,31 % |

|  | 17,56 % |

|  | 10,07 % |

|  | 7,40 % |

|  | 5,12 % |

|  | 2,37 % |

|  | 2,21 % |

|  | 1,72 % |

|  | 77,07 % |

|  | 11,12 % |

|  | 11,81 % |

|  | 80,28 % |

|  | 100 % |

|  | 22,60 % |

|  | 20,68 % |

|  | 20,90 % |

|  | 14,49 % |

|  | 7,94 % |

|  | 3,65 % |

|  | 3,66 % |

|  | 3,50 % |

|  | 2,59 % |

|  | 77,68 % |

|  | 10,42 % |

|  | 11,90 % |

|  | 77,74 % |

|  | 100 % |

|  | 28,34 % |

|  | 24,35 % |

|  | 23,91 % |

|  | 4,86 % |

|  | 7,51 % |

|  | 4,06 % |

|  | 2,83 % |

|  | 2,37 % |

|  | 1,78 % |

|  | 77,10 % |

|  | 10,22 % |

|  | 12,68 % |

|  | 78,47 % |

|  | 100 % |

### Cámara de Senadores
|  | 28,27 % |

|  | 20,40 % |

|  | 20,30 % |

|  | 11,60 % |

|  | 7,32 % |

|  | 3,91 % |

|  | 2,89 % |

|  | 2,88 % |

|  | 2,44 % |

|  | 77,71 % |

|  | 10,37 % |

|  | 11,92 % |

|  | 77,16 % |

|  | 100 % |

#### Resultados por sección electoral
|  | 33,96 % |

|  | 18,73 % |

|  | 14,87 % |

|  | 13,52 % |

|  | 6,63 % |

|  | 3,89 % |

|  | 3,25 % |

|  | 3,08 % |

|  | 2,69 % |

|  | 78,35 % |

|  | 9,98 % |

|  | 11,68 % |

|  | 74,34 % |

|  | 100 % |

|  | 28,07 % |

|  | 25,32 % |

|  | 17,57 % |

|  | 10,22 % |

|  | 7,38 % |

|  | 5,11 % |

|  | 2,38 % |

|  | 2,22 % |

|  | 1,73 % |

|  | 77,04 % |

|  | 11,15 % |

|  | 11,81 % |

|  | 80,28 % |

|  | 100 % |

|  | 22,65 % |

|  | 20,67 % |

|  | 20,92 % |

|  | 14,49 % |

|  | 7,96 % |

|  | 3,62 % |

|  | 3,61 % |

|  | 3,53 % |

|  | 2,56 % |

|  | 77,74 % |

|  | 10,37 % |

|  | 11,89 % |

|  | 77,74 % |

|  | 100 % |

|  | 28,08 % |

|  | 24,00 % |

|  | 24,35 % |

|  | 4,81 % |

|  | 7,88 % |

|  | 4,04 % |

|  | 2,75 % |

|  | 2,33 % |

|  | 1,75 % |

|  | 77,22 % |

|  | 10,09 % |

|  | 12,69 % |

|  | 78,47 % |

|  | 100 % |

### Consulta Popular
Consulta popular para reformar la Constitución provincial, no fue aprobada ya que el "Sí" no obtuvo más del 50% sobre los electores registrados.
|  | 61,27 % |

|  | 38,73 % |

|  | 62,05 % |

|  | 30,26 % |

|  | 7,69 % |

|  | 75,78 % |

|  | 100 % |

## Misiones
|  | 43,78 % |

|  | 39,78 % |

|  | 5,73 % |

|  | 5,71 % |

|  | 2,01 % |

|  | 0,98 % |

|  | 0,83 % |

|  | 0,64 % |

|  | 0,55 % |

|  | 87,58 % |

|  | 6,29 % |

|  | 6,13 % |

|  | 73,43 % |

|  | 100 % |

### Referéndum
Referéndum para aprobar la creación de un Consejo de la Magistratura. La reforma fue aprobada con el 90% de los votos.

## Salta
| Departamento           | Cámara de Diputados | Cámara de Diputados | Cámara de Senadores | Cámara de Senadores | Cámara de Senadores |
| Departamento           | Diputados           | A renovar           | Senadores           | A renovar           | Mandato             |
| ---------------------- | ------------------- | ------------------- | ------------------- | ------------------- | ------------------- |
| Anta                   | 3                   | 2                   | 1                   | —                   | —                   |
| Cachi                  | 1                   | 1                   | 1                   | 1                   | 2001-2005           |
| Cafayate               | 1                   | 1                   | 1                   | 1                   | 2001-2005           |
| Capital                | 19                  | 10                  | 1                   | 1                   | 2001-2005           |
| Cerrillos              | 2                   | 1                   | 1                   | —                   | —                   |
| Chicoana               | 1                   | 1                   | 1                   | 1                   | 2001-2005           |
| General Güemes         | 2                   | 1                   | 1                   | 1                   | 2001-2005           |
| General San Martín     | 6                   | 3                   | 1                   | 1                   | 2001-2003           |
| Guachipas              | 1                   | —                   | 1                   | 1                   | 2001-2005           |
| Iruya                  | 1                   | 1                   | 1                   | —                   | —                   |
| La Caldera             | 1                   | —                   | 1                   | 1                   | 2001-2005           |
| La Candelaria          | 1                   | —                   | 1                   | —                   | —                   |
| La Poma                | 1                   | —                   | 1                   | 1                   | 2001-2005           |
| La Viña                | 1                   | —                   | 1                   | —                   | —                   |
| Los Andes              | 1                   | —                   | 1                   | 1                   | 2001-2005           |
| Metán                  | 3                   | 1                   | 1                   | —                   | —                   |
| Molinos                | 1                   | 1                   | 1                   | 1                   | 2001-2005           |
| Orán                   | 6                   | 3                   | 1                   | —                   | —                   |
| Rivadavia              | 2                   | 1                   | 1                   | —                   | —                   |
| Rosario de la Frontera | 2                   | 1                   | 1                   | —                   | —                   |
| Rosario de Lerma       | 2                   | 1                   | 1                   | 1                   | 2001-2005           |
| San Carlos             | 1                   | 1                   | 1                   | 1                   | 2001-2005           |
| Santa Victoria         | 1                   | —                   | 1                   | —                   | —                   |
| Total                  | 60                  | 30                  | 23                  | 13                  |                     |

### Cámara de Diputados
|  | 55,00 % |

|  | 23,49 % |

|  | 10,40 % |

|  | 4,77 % |

|  | 2,28 % |

|  | 1,44 % |

|  | 1,37 % |

|  | 0,69 % |

|  | 0,55 % |

|  | 84,08 % |

|  | 8,89 % |

|  | 7,03 % |

|  | 70,44 % |

|  | 100 % |

#### Resultados por departamento
|  | 39,93 % |

|  | 66,85 % |

|  | 20,17 % |

|  | 19,91 % |

|  | 15,52 % |

|  | 4,47 % |

|  | 53,70 % |

|  | 22,20 % |

|  | 46,30 % |

|  | 10,68 % |

|  | 0,27 % |

|  | 94,39 % |

|  | 4,46 % |

|  | 1,16 % |

|  | 68,28 % |

|  | 100 % |

|  | 43,07 % |

|  | 89,10 % |

|  | 33,04 % |

|  | 23,89 % |

|  | 5,92 % |

|  | 4,97 % |

|  | 96,55 % |

|  | 2,70 % |

|  | 0,75 % |

|  | 76,65 % |

|  | 100 % |

|  | 35,58 % |

|  | 68,40 % |

|  | 25,22 % |

|  | 14,59 % |

|  | 6,66 % |

|  | 6,40 % |

|  | 6,38 % |

|  | 5,17 % |

|  | 58,89 % |

|  | 29,86 % |

|  | 21,27 % |

|  | 19,83 % |

|  | 1,74 % |

|  | 92,50 % |

|  | 5,38 % |

|  | 2,12 % |

|  | 79,44 % |

|  | 100 % |

|  | 41,84 % |

|  | 44,60 % |

|  | 26,90 % |

|  | 14,90 % |

|  | 4,89 % |

|  | 3,49 % |

|  | 3,01 % |

|  | 2,44 % |

|  | 1,35 % |

|  | 1,17 % |

|  | 42,46 % |

|  | 26,36 % |

|  | 31,93 % |

|  | 12,06 % |

|  | 5,89 % |

|  | 4,05 % |

|  | 3,60 % |

|  | 9,76 % |

|  | 45,35 % |

|  | 6,23 % |

|  | 29,13 % |

|  | 13,48 % |

|  | 12,04 % |

|  | 4,49 % |

|  | 3,14 % |

|  | 2,87 % |

|  | 1,60 % |

|  | 0,95 % |

|  | 79,05 % |

|  | 8,55 % |

|  | 12,39 % |

|  | 71,49 % |

|  | 100 % |

|  | 80,09 % |

|  | 65,13 % |

|  | 16,85 % |

|  | 3,06 % |

|  | 59,04 % |

|  | 20,87 % |

|  | 40,96 % |

|  | 67,23 % |

|  | 12,86 % |

|  | 32,77 % |

|  | 1,14 % |

|  | 78,77 % |

|  | 13,92 % |

|  | 7,31 % |

|  | 74,24 % |

|  | 100 % |

|  | 58,67 % |

|  | 61,19 % |

|  | 17,56 % |

|  | 11,45 % |

|  | 7,04 % |

|  | 5,27 % |

|  | 55,97 % |

|  | 37,20 % |

|  | 33,09 % |

|  | 10,94 % |

|  | 1,61 % |

|  | 91,78 % |

|  | 6,44 % |

|  | 1,78 % |

|  | 78,33 % |

|  | 100 % |

|  | 44,13 % |

|  | 51,39 % |

|  | 16,29 % |

|  | 15,26 % |

|  | 9,74 % |

|  | 7,40 % |

|  | 7,19 % |

|  | 32,59 % |

|  | 33,75 % |

|  | 29,66 % |

|  | 27,10 % |

|  | 6,53 % |

|  | 4,12 % |

|  | 69,67 % |

|  | 14,54 % |

|  | 30,33 % |

|  | 0,32 % |

|  | 83,29 % |

|  | 15,22 % |

|  | 1,49 % |

|  | 75,65 % |

|  | 100 % |

|  | 35,38 % |

|  | 59,41 % |

|  | 34,61 % |

|  | 23,12 % |

|  | 5,00 % |

|  | 1,90 % |

|  | 56,35 % |

|  | 25,79 % |

|  | 43,65 % |

|  | 9,36 % |

|  | 3,98 % |

|  | 0,55 % |

|  | 0,51 % |

|  | 0,40 % |

|  | 83,81 % |

|  | 14,56 % |

|  | 1,64 % |

|  | 67,05 % |

|  | 100 % |

|  | 50,07 % |

|  | 92,68 % |

|  | 33,67 % |

|  | 16,27 % |

|  | 71,58 % |

|  | 3,82 % |

|  | 28,42 % |

|  | 3,50 % |

|  | 96,81 % |

|  | 2,53 % |

|  | 0,66 % |

|  | 68,89 % |

|  | 100 % |

|  | 43,85 % |

|  | 62,59 % |

|  | 43,18 % |

|  | 12,97 % |

|  | 19,46 % |

|  | 70,35 % |

|  | 15,98 % |

|  | 29,65 % |

|  | 1,58 % |

|  | 0,39 % |

|  | 87,71 % |

|  | 6,58 % |

|  | 5,71 % |

|  | 71,97 % |

|  | 100 % |

|  | 56,59 % |

|  | 95,29 % |

|  | 43,41 % |

|  | 3,50 % |

|  | 1,21 % |

|  | 97,41 % |

|  | 2,39 % |

|  | 0,20 % |

|  | 74,19 % |

|  | 100 % |

|  | 56,24 % |

|  | 63,35 % |

|  | 43,76 % |

|  | 79,96 % |

|  | 28,40 % |

|  | 20,04 % |

|  | 5,26 % |

|  | 2,35 % |

|  | 0,63 % |

|  | 90,58 % |

|  | 6,47 % |

|  | 2,95 % |

|  | 65,08 % |

|  | 100 % |

|  | 58,39 % |

|  | 82,70 % |

|  | 41,61 % |

|  | 10,42 % |

|  | 6,87 % |

|  | 95,62 % |

|  | 3,76 % |

|  | 0,62 % |

|  | 57,39 % |

|  | 100 % |

|  | 51,68 % |

|  | 53,98 % |

|  | 47,59 % |

|  | 0,73 % |

|  | 50,73 % |

|  | 41,28 % |

|  | 49,27 % |

|  | 3,87 % |

|  | 0,91 % |

|  | 90,35 % |

|  | 6,92 % |

|  | 2,73 % |

|  | 74,43 % |

|  | 100 % |

|  | 27,60 % |

|  | 54,54 % |

|  | 24,25 % |

|  | 18,96 % |

|  | 11,12 % |

|  | 9,29 % |

|  | 8,78 % |

|  | 42,29 % |

|  | 1,60 % |

|  | 1,57 % |

|  | 88,34 % |

|  | 9,39 % |

|  | 2,28 % |

|  | 75,58 % |

|  | 100 % |

|  | 54,90 % |

|  | 73,57 % |

|  | 22,98 % |

|  | 16,12 % |

|  | 5,50 % |

|  | 0,50 % |

|  | 21,75 % |

|  | 4,68 % |

|  | 95,36 % |

|  | 4,09 % |

|  | 0,55 % |

|  | 76,15 % |

|  | 100 % |

### Cámara de Senadores
|  | 52,18 % |

|  | 25,81 % |

|  | 8,98 % |

|  | 6,66 % |

|  | 2,84 % |

|  | 1,93 % |

|  | 0,95 % |

|  | 0,64 % |

|  | 80,70 % |

|  | 10,96 % |

|  | 8,34 % |

|  | 71,70 % |

|  | 100 % |

#### Resultados por departamento
|  | 75,20 % |

|  | 13,74 % |

|  | 11,06 % |

|  | 93,30 % |

|  | 5,95 % |

|  | 0,75 % |

|  | 76,65 % |

|  | 100 % |

|  | 40,69 % |

|  | 71,47 % |

|  | 25,71 % |

|  | 13,90 % |

|  | 8,77 % |

|  | 7,61 % |

|  | 3,32 % |

|  | 75,02 % |

|  | 25,88 % |

|  | 24,98 % |

|  | 2,30 % |

|  | 0,34 % |

|  | 92,41 % |

|  | 5,43 % |

|  | 2,16 % |

|  | 79,44 % |

|  | 100 % |

|  | 47,87 % |

|  | 45,95 % |

|  | 27,69 % |

|  | 14,95 % |

|  | 7,47 % |

|  | 3,12 % |

|  | 2,49 % |

|  | 1,30 % |

|  | 1,12 % |

|  | 47,60 % |

|  | 27,23 % |

|  | 44,89 % |

|  | 3,97 % |

|  | 3,54 % |

|  | 10,14 % |

|  | 45,63 % |

|  | 6,25 % |

|  | 29,43 % |

|  | 13,38 % |

|  | 11,56 % |

|  | 4,65 % |

|  | 3,22 % |

|  | 1,62 % |

|  | 0,95 % |

|  | 76,57 % |

|  | 11,10 % |

|  | 12,34 % |

|  | 71,49 % |

|  | 100 % |

|  | 58,66 % |

|  | 62,12 % |

|  | 23,66 % |

|  | 17,67 % |

|  | 90,45 % |

|  | 36,62 % |

|  | 9,55 % |

|  | 1,26 % |

|  | 92,43 % |

|  | 5,68 % |

|  | 1,90 % |

|  | 78,33 % |

|  | 100 % |

|  | 81,81 % |

|  | 40,40 % |

|  | 18,19 % |

|  | 91,91 % |

|  | 37,38 % |

|  | 8,09 % |

|  | 21,90 % |

|  | 0,32 % |

|  | 87,01 % |

|  | 11,31 % |

|  | 1,68 % |

|  | 75,65 % |

|  | 100 % |

|  | 59,80 % |

|  | 61,10 % |

|  | 38,29 % |

|  | 1,91 % |

|  | 24,62 % |

|  | 9,42 % |

|  | 3,90 % |

|  | 0,56 % |

|  | 0,40 % |

|  | 83,97 % |

|  | 14,18 % |

|  | 1,86 % |

|  | 67,05 % |

|  | 100 % |

|  | 62,14 % |

|  | 58,25 % |

|  | 37,68 % |

|  | 41,75 % |

|  | 97,43 % |

|  | 2,23 % |

|  | 0,33 % |

|  | 79,89 % |

|  | 100 % |

|  | 36,43 % |

|  | 95,39 % |

|  | 23,94 % |

|  | 21,79 % |

|  | 17,16 % |

|  | 0,50 % |

|  | 0,17 % |

|  | 4,45 % |

|  | 0,16 % |

|  | 90,49 % |

|  | 6,72 % |

|  | 2,78 % |

|  | 77,58 % |

|  | 100 % |

|  | 53,91 % |

|  | 94,14 % |

|  | 46,09 % |

|  | 5,33 % |

|  | 0,53 % |

|  | 97,61 % |

|  | 1,56 % |

|  | 0,83 % |

|  | 83,42 % |

|  | 100 % |

|  | 60,55 % |

|  | 88,11 % |

|  | 39,45 % |

|  | 52,43 % |

|  | 7,12 % |

|  | 47,57 % |

|  | 3,35 % |

|  | 1,42 % |

|  | 95,13 % |

|  | 3,88 % |

|  | 0,99 % |

|  | 76,24 % |

|  | 100 % |

|  | 57,67 % |

|  | 94,55 % |

|  | 42,33 % |

|  | 3,97 % |

|  | 1,48 % |

|  | 97,92 % |

|  | 1,88 % |

|  | 0,20 % |

|  | 74,19 % |

|  | 100 % |

|  | 70,42 % |

|  | 60,22 % |

|  | 29,58 % |

|  | 38,25 % |

|  | 1,53 % |

|  | 86,93 % |

|  | 10,69 % |

|  | 2,37 % |

|  | 75,58 % |

|  | 100 % |

|  | 56,73 % |

|  | 68,09 % |

|  | 24,49 % |

|  | 18,78 % |

|  | 27,11 % |

|  | 4,79 % |

|  | 96,17 % |

|  | 3,34 % |

|  | 0,49 % |

|  | 76,15 % |

|  | 100 % |

## San Luis
| Departamento       | Cámara de Diputados | Cámara de Diputados | Cámara de Senadores | Cámara de Senadores |
| Departamento       | Diputados           | A renovar           | Senadores           | A renovar           |
| ------------------ | ------------------- | ------------------- | ------------------- | ------------------- |
| Ayacucho           | 4                   | —                   | 1                   | 1                   |
| Belgrano           | 3                   | 3                   | 1                   | 1                   |
| Chacabuco          | 4                   | —                   | 1                   | —                   |
| Coronel Pringles   | 3                   | 3                   | 1                   | —                   |
| General Pedernera  | 10                  | —                   | 1                   | 1                   |
| General San Martín | 3                   | —                   | 1                   | 1                   |
| Gobernador Dupuy   | 3                   | 3                   | 1                   | —                   |
| Junín              | 3                   | 3                   | 1                   | —                   |
| La Capital         | 10                  | 10                  | 1                   | —                   |
| Total              | 43                  | 22                  | 9                   | 4                   |

### Cámara de Diputados
|  | 63,57 % |

|  | 12,87 % |

|  | 8,18 % |

|  | 6,34 % |

|  | 3,95 % |

|  | 1,48 % |

|  | 1,35 % |

|  | 0,88 % |

|  | 0,55 % |

|  | 0,50 % |

|  | 0,20 % |

|  | 0,14 % |

|  | 94,97 % |

|  | 2,73 % |

|  | 2,30 % |

|  | 78,37 % |

|  | 100 % |

#### Resultados por departamento
|  | 61,02 % |

|  | 28,99 % |

|  | 7,45 % |

|  | 1,39 % |

|  | 1,15 % |

|  | 99,03 % |

|  | 0,65 % |

|  | 0,32 % |

|  | 75,76 % |

|  | 100 % |

|  | 66,01 % |

|  | 23,02 % |

|  | 7,79 % |

|  | 3,17 % |

|  | 91,02 % |

|  | 6,92 % |

|  | 2,05 % |

|  | 78,42 % |

|  | 100 % |

|  | 64,03 % |

|  | 24,48 % |

|  | 4,35 % |

|  | 4,90 % |

|  | 2,24 % |

|  | 97,05 % |

|  | 2,12 % |

|  | 0,83 % |

|  | 78,56 % |

|  | 100 % |

|  | 46,33 % |

|  | 30,09 % |

|  | 14,34 % |

|  | 4,58 % |

|  | 3,19 % |

|  | 1,46 % |

|  | 94,21 % |

|  | 3,03 % |

|  | 2,77 % |

|  | 77,93 % |

|  | 100 % |

|  | 65,53 % |

|  | 10,66 % |

|  | 8,65 % |

|  | 3,62 % |

|  | 7,31 % |

|  | 1,93 % |

|  | 1,11 % |

|  | 0,65 % |

|  | 0,56 % |

|  | 95,14 % |

|  | 2,44 % |

|  | 2,42 % |

|  | 78,48 % |

|  | 100 % |

### Cámara de Senadores
|  | 66,70 % |

|  | 18,72 % |

|  | 6,29 % |

|  | 6,25 % |

|  | 1,63 % |

|  | 0,42 % |

|  | 92,25 % |

|  | 4,92 % |

|  | 2,84 % |

|  | 74,01 % |

|  | 100 % |

#### Resultados por departamento
|  | 60,33 % |

|  | 32,63 % |

|  | 2,92 % |

|  | 2,13 % |

|  | 2,00 % |

|  | 96,27 % |

|  | 2,68 % |

|  | 1,05 % |

|  | 74,25 % |

|  | 100 % |

|  | 62,24 % |

|  | 30,26 % |

|  | 6,16 % |

|  | 1,34 % |

|  | 99,00 % |

|  | 0,66 % |

|  | 0,33 % |

|  | 74,04 % |

|  | 100 % |

|  | 67,70 % |

|  | 15,30 % |

|  | 7,57 % |

|  | 7,31 % |

|  | 2,12 % |

|  | 91,02 % |

|  | 5,59 % |

|  | 3,38 % |

|  | 73,94 % |

|  | 100 % |

|  | 72,85 % |

|  | 23,11 % |

|  | 2,34 % |

|  | 1,70 % |

|  | 95,71 % |

|  | 3,40 % |

|  | 0,89 % |

|  | 74,40 % |

|  | 100 % |

## Santiago del Estero
|  | 53,51 % |

|  | 28,12 % |

|  | 7,28 % |

|  | 4,19 % |

|  | 3,16 % |

|  | 2,08 % |

|  | 1,21 % |

|  | 91,42 % |

|  | 5,16 % |

|  | 3,42 % |

|  | 66,85 % |

|  | 100 % |